# Aryana Harvey
Aryana Harvey (Long Beach, 2 aprile 1997) è una calciatrice statunitense, difensore della Freedom.

## Biografia
Suo padre è Antonio Harvey, cestista americano, mentre suo zio è Richard Harvey, dirigente. Durante l'adolescenza gioca a squadra in diverse squadre prima del liceo e poi del college.

## Carriera
Nel giugno del 2020 firma il suo primo contratto professionista con la Damaiense, squadra portoghese di Amadora militante in massima serie.
Nel gennaio 2022 passa in Turchia al Caykur Rizespor, anch'esso militante in massima serie, trovando un settimo posto nel gruppo B. La successiva stagione cambia club, rimanendo comunque in Turchia, trasferendosi al Fatih Vatan SK, di Istanbul, con cui ottiene un terzo posto nel girone A.
Il 10 agosto 2023, viene acquistata a titolo definitivo dal Pomigliano, militante in Serie A. Conclude la sua prima stagione con la retrocessione in cadetteria e segna il suo unico gol alla seconda giornata di campionato, il 1º ottobre, nel pareggio per 1-1 contro il Sassuolo.
In seguito alla mancata iscrizione del club campano al campionato di Serie B, con il conseguente svincolo di tutte le calciatrici in organico, il 31 agosto 2024 Harvey sottoscrive un accordo con il Cesena, squadra iscritta alla serie cadetta. Qui rimane fino a inizio dicembre ottenendo, dopo 10 presenze, con un gol, in campionato e una in Coppa Italia, la rescissione consensuale del contratto.
Contemporaneamente la Freedom, club di Cuneo, ha ufficializzato il suo acquisto, entrando a far parte della rosa per la seconda metà della stagione di Serie B.
Giocatrice duttile e di grande valore tattico, Harvey ricopre principalmente il ruolo di esterno alto, ma è stata impiegata con successo anche come terzino. Fin dai primi allenamenti, ha dimostrato di essere un elemento chiave nell'idea di gioco del tecnico, grazie alla sua versatilità, intensità e capacità di adattarsi alle diverse esigenze tattiche della squadra.
Con questo innesto, la Freedom punta a rafforzare il proprio organico e a raggiungere gli obiettivi prefissati per la stagione in corso.

## Statistiche

### Presenze e reti nei club
Statistiche aggiornate al 30 marzo 2025.
| Stagione            | Squadra         | Campionato      | Campionato | Campionato | Coppe nazionali | Coppe nazionali | Coppe nazionali | Coppe internazionali | Coppe internazionali | Coppe internazionali | Altre coppe | Altre coppe | Altre coppe | Totale | Totale |
| Stagione            | Squadra         | Comp            | Pres       | Reti       | Comp            | Pres            | Reti            | Comp                 | Pres                 | Reti                 | Comp        | Pres        | Reti        | Pres   | Reti   |
| ------------------- | --------------- | --------------- | ---------- | ---------- | --------------- | --------------- | --------------- | -------------------- | -------------------- | -------------------- | ----------- | ----------- | ----------- | ------ | ------ |
| 2023-2024           | Pomigliano      | A               | 21         | 1          | CI              | 1               | 0               | -                    | -                    | -                    | -           | -           | -           | 22     | 1      |
| giu.-dic. 2024      | Cesena          | B               | 10         | 1          | CI              | 1               | 0               | -                    | -                    | -                    | -           | -           | -           | 11     | 1      |
| dic. 2024-giu. 2025 | Freedom         | B               | 9          | 0          | CI              | -               | -               | -                    | -                    | -                    | -           | -           | -           | 9      | 0      |
| Totale carriera     | Totale carriera | Totale carriera | 40         | 2          | -               | 2               | 0               | -                    | -                    | -                    | -           | -           | -           | 42     | 2      |